# Остернейкерк
Остернейкерк (нід. Oosternijkerk, фриз. Easternijtsjerk) — село в нідерландській провінції Фрисландія. Входить до муніципалітету Північно-Східна Фрисландія.
Його площа становить 6,68 км², а населення станом на 2021 рік складало 940 осіб.
Перша згадка про населений пункт датується 1224 роком.